# Szaponinok

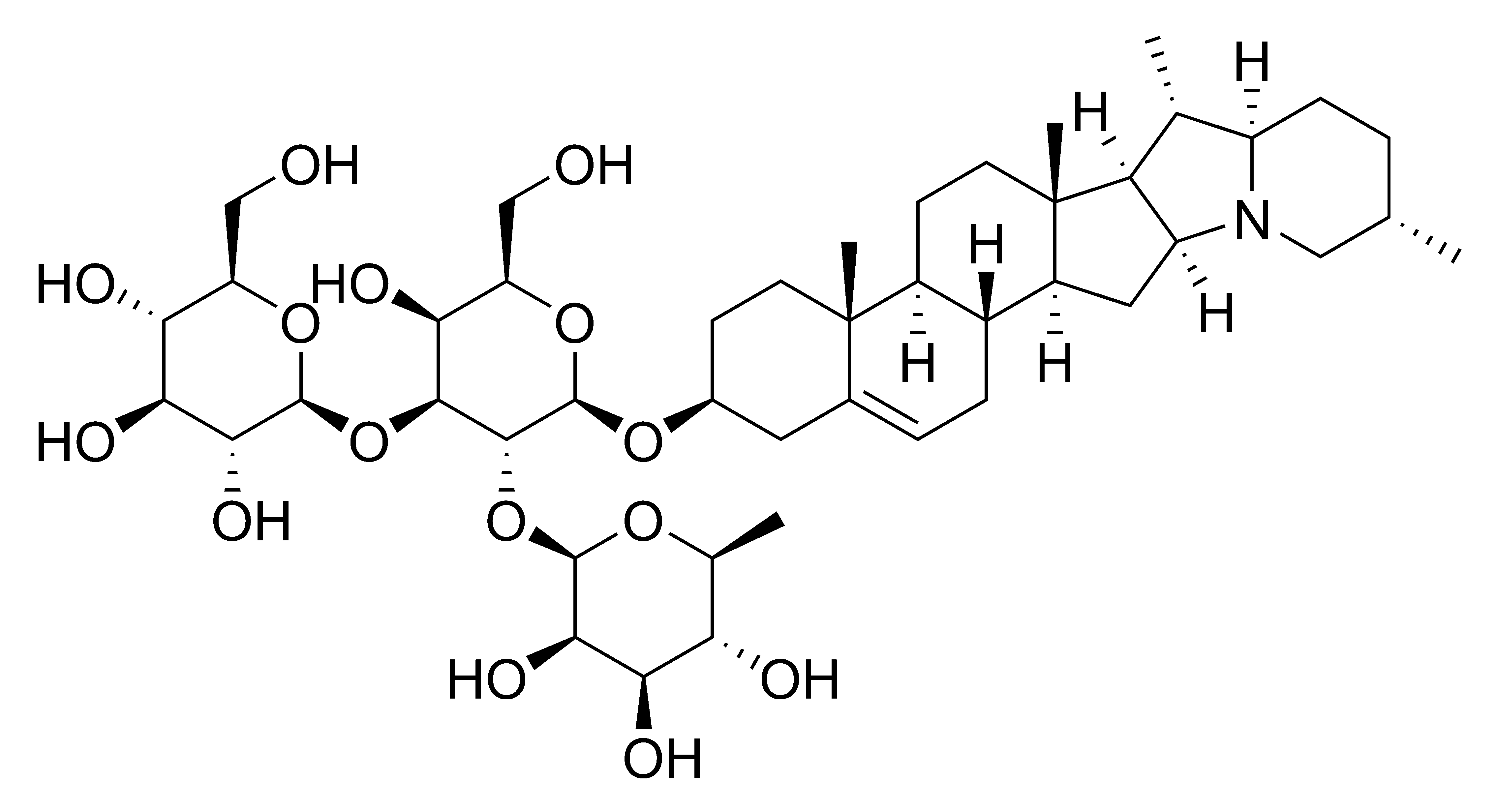
kémiai felépítése

A szaponinok olyan glikozidok, melyek aglikonját szapogeninnek nevezik. A szapogenin lehet
- triterpénvázas, 30 szénatomos, ez rendszerint 5 kondenzált gyűrűs vegyület (pl. oleanolsav)
- szterinvázas, 27 szénatomos, oxigént és/vagy nitrogént tartalmazó szerkezetű * szteroidok (pl. digitogenin[1]).

A szaponin szó kelta eredetű: sapo szappant jelent.

## Tulajdonságai
A szaponinok vízzel rázva habzanak, felületaktív anyagok, csökkentik a víz felületi feszültségét. A legtöbb szaponin hemolizál: hatásukra a vörösvértestek festékanyaga a plazmába áramlik. A habzóképesség és a hemolitikus hatás nem függnek össze; vannak habzó és alig hemolizáló szaponinok és fordítva. Többségük ingerli a nyálkahártyákat, tüsszentést váltanak ki, poruk köhögési rohamot okozhat. Köptető hatásuk miatt használják a fátyolvirág (Gypsophila paniculatd) és az orvosi kankalin (Primula officinalis) gyökereit, a szappanfű (Saponaria officinalis) földfeletti részeit. Vizelethajtó hatásúak a tövises iglice (Ononis spinosa) szaponinjai.
Egyes sajátos szerkezetű szaponinoknak (példa az édesgyökér (Glycyrrhiza glabra) gyökere, a bokrétafa (Aesculus hippocastanum) magvai, a körömvirág (Calendula officinalis) virágai) gyulladáscsökkentő hatásuk van. Hatásosabb az előbbieknél a csodagyökérnek vagy embergyökérnek is nevezett ginszeng (Panax ginseng). Szaponinok mellett lignánok és kumarinok találhatók az ugyancsak távolkeleti és szintén a borostyánfélék családjába (Araliacae) tartozó tajgagyökér (Eleuterococcus senticosus) gyökereiben. E család hazai képviselője a repkény borostyán (Hedera helix), szaponinjaiból légcsőhurutban, szamárköhögésben, tüdőasztmában javallt gyógyszergyári készítményeket állítanak elő.
A szaponinok fokozzák más hatóanyagok oldékonyságát vízben, szeszben, de a felszívódásukat is. Ezért a szaponintartalmú gyógyszerektől a szervezetbe a táplálékkal kerülő kalciumionok nagyobb arányban jutnak a véráramba, és erősítik (olykor nem kívánt mértékben) a szájon át adagolt készítmények (pl. Digitalis – gyűszűvirágfélék hatóanyagának) hatását.
Szerkezeti hasonlóságuk miatt az édesgyökér triterpénvázas szaponion-jainak hatása azonos a mellékvesekéreg egyes hormonjaiéval. Szapogenineket használnak szterinvázas hormonok (kortizon és származékai) félszintézissel történő ipari előállítására.
A fitoekdizonok (ekdiszteronok) olyan szteroidok, melyek egyes növényekből (szegfűfélékből (Caryophyllaceae); fészkesvirágzatúakból - (őszirózsafélék), (Compositae)) rovarok szervezetébe jutva vedlési hormonok szerepét töltik be. Emlősöknél gyakran anabolizáló hatásúak és ezáltal adaptogének.